# Mouvement des droits des animaux
Le mouvement des droits des animaux, parfois appelé mouvement de libération des animaux, ou de défense des animaux, est un mouvement social qui milite en faveur de la cause animale en cherchant à mettre fin à la distinction morale et juridique rigide établie entre les animaux humains et non-humains. Ses militants protestent notamment contre le statut des animaux en tant que propriété, et contre leur utilisation dans les industries de la recherche (expérimentation animale), de l'alimentation (viande), de l'habillement (fourrure) et du divertissement (cirque, zoo).
Leurs actions passent par la sensibilisation du public, l'infiltration dans des entreprises, le boycott, des actions de désobéissance civile, voire des actions directes parfois violentes.